# 桂北琴蛙
桂北琴蛙（学名：Nidirana guibeiensis），一种分布于中国广西北部及湖南中南部地区的两栖动物，隶属于蛙科琴蛙属。模式产地为广西资源县中峰镇。原广西境内分布的琴蛙属物种长期被认为是弹琴蛙（Nidirana adenopleura）。然而，最近的研究没有证据支持广西有弹琴蛙分布，原来记录为弹琴蛙的物种都要重新进行鉴定。本种就是对广西琴蛙属物种进行梳理后识别的琴蛙属新种。

## 鉴别特征
体型较大，雄蛙体长（SVL）50.2-63.6mm，雌蛙约为54.6mm；身体背面光滑，呈墨绿或浅棕色，后端有明显疣粒；喉、胸和上腹部具灰褐色云斑，下腹部几乎纯乳白色；背中线为一条不连续的乳白色的线；除第一指外，其余指、趾端具腹侧沟；指无蹼和指侧缘膜；趾有弱侧缘膜；胫跗关节前伸达眼鼻间；鸣叫声有3种类型：一个鸣叫声包含1个音节，2个音节或3个音节。